# Maria Libre
María Libre es un largometraje Argentino estrenado el 10 de abril de 2014. Fue dirigido por el debutante Leandro Baquela y cuenta con la participación de Adrián Coirini, Bruno Giacobbe, Natalia Baquela, Gabriel Baquela, Gustavo Garzón, Anabel Cherubito.

## Historia
La misteriosa desaparición de María, líder revolucionaria y símbolo de lucha de toda una generación, hace que Adrián, conductor de un humilde programa político, decida convocar a dos de sus habituales invitados para debatir y analizar las posteriores consecuencias que acarreara el hecho.
En medio de un clima tenso y melancólico donde reina la incomunicación, Adrián deberá decidir, antes de que sea tarde, si priorizar su imparcialidad periodística o sus propios ideales.
A modo de sátira, la película gira alrededor de las ideologías políticas y los medios de comunicación y sus formas de producción.

## Controversia y significado
El largometraje navega sobre una historia atemporal, no marcando de esa forma una idea determinada sobre el contexto de lo que se está viendo. Sin embargo, la historia aparenta estar claramente ambientada en la dictadura cívico-militar que gobernó la Argentina entre 1976 y 1983. De hecho, en los créditos finales se observa imagen de fondo con los rostros de varios de los desaparecidos.

## Elenco
- Adrián : Adrián Coirini
- Matias: Bruno Giacobbe
- Mauricio: Raúl Sales
- Delfina: Natalia Baquela
- Leandro: Lucas Martín

### Participaciones especiales
- Entrevistado 1: Gustavo Garzón
- Entrevistado 2: Anabel Cherubito
- Entrevistado 3: Leandro Croce
- Entrevistado 4: Gabriel Baquela

## Equipo Técnico
- Director: Leandro Baquela
- Dirección de fotografía: Ramiro Pasch
- Asistente de dirección: Florencia Di Giacinti
- Edición: Gabriel Cedrón
- Sonido: Lucas Martín
- Fotografía: Sandra Ávalos
- Maquillaje: Agustina Muñoz

### Producción
- Pablo Cedrón
- Florencia Di Giacinti
- Mauro Di Schianone
- Gabriel Cedrón

## Estreno
La película se estrenó el jueves 10 de abril de 2014 en los espacios Incaa de Capital Federal y Rosario.
Posteriormente, el 17 de abril, se estrenó en las ciudades de Córdoba, Santa Fe y Mendoza.